# Zazpikaleak/Casco Viejo
Zazpikaleak/Casco Viejo (fino al 2017 nota come Casco Viejo) è una stazione della linee 1, 2 e linea 3 della metropolitana di Bilbao.
Si trova sotto Zabalbide Kalea, nel quartiere di Casco Viejo ("zona vecchia"), in basco Zazpikaleak ("sette strade"), da cui prende il nome. È collegata alla Stazione di Zazpi Kaleak di Euskotren Trena ed è a circa 350 metri dalla stazione di Arriaga della tranvia di Bilbao.

## Storia
La stazione è stata inaugurata l'11 novembre 1995 ed è stata capolinea fino al 5 luglio 1997, quando la linea venne prolungata fino alla stazione di Bolueta.
L'8 aprile 2017 è entrata in funzione la stazione della linea 3.